# Cantone di Calvi
Il Cantone di Calvi è una divisione amministrativa dell'arrondissement di Calvi.
A seguito della riforma approvata con decreto del 26 febbraio 2014, che ha avuto attuazione dopo le elezioni dipartimentali del 2015, è passato da 2 a 14 comuni.
I 2 comuni facenti parte prima della riforma del 2014 erano:
- Calvi
- Lumio

Dal 2015 i comuni appartenenti al cantone sono i seguenti 14:
- Algajola
- Aregno
- Avapessa
- Calenzana
- Calvi
- Cateri
- Galeria
- Lavatoggio
- Lumio
- Manso
- Moncale
- Montegrosso
- Sant'Antonino
- Zilia